# Leptopsyllidae
Leptopsyllidae (лат.) — семейство блох (Ceratophylloidea).
Около 200 видов. Имеют зубчики на 1—4 тергитах. 8-й тергит самцов хорошо развит, а 9-й тергит самок полностью редуцирован. Большая часть видов представлена в Палеарктике (87 % или 205 видов и 26 родов). В Неарктике — 17 видов и 7 родов; в Афротропике и Юго-Восточной Азии — 10 видов и 3—4 рода. Паразитируют на млекопитающих, главным образом, из семейств хомяковые и мышиные.

## Систематика
30 родов и около 230 видов.
- Подсемейство Leptopsyllinae Rothschild et Jordan, 1915
  - Триба Acropsyllini S. Medvedev & Kotti, 1992
    - Acropsylla Rothschild, 1911

  - Триба Amphipsyllini Ioff, 1936 (или отдельное подсемейство Amphipsyllinae)
    - Amphipsylla Wagner, 1909
      - Amphipsylla sibirica (Wagner, 1898)

  - Триба Caenopsyllini Goncharov, 1981
    - Caenopsylla Rothschild, 1909

  - Триба Cratyniini Hopkins & Rothschild, 1971
    - Cratynius Jordan, 1933

  - Триба Leptopsyllini Rothschild, 1915
    - Leptopsylla Jordan & Rothschild, 1911
      - Leptopsylla segnis (Schönherr, 1811)

    - Pectinoctenus Wagner, 1928
    - Paractenopsyllus Wagner, 1938
    - Peromyscopsylla Fox, 1939
      - Peromyscopsylla bidentata (Kolenati, 1863)
      - Peromyscopsylla silvatica (Meinert, 1896)

    - Sigmactenus Traub, 1950
    - Tsaractenus Klein, 1968

  - Триба Mesopsyllini Wagner, 1939
    - Desertopsylla Argyropulo, 1946
      - Desertopsylla rothschildi (Argyropulo, 1946)

    - Mesopsylla Dampf, 1910

- Подсемейство Paradoxopsyllinae Ioff, 1936
  - Триба Ornitophagini Hopkins & Rothschild, 1971
    - Ornitophaga Mikulin, 1957
    - Typhlomyopsyllus Li et Huang, 1980

  - Триба Paradoxopsyllini Ioff, 1936
    - Aconothobius Smit, 1975
    - Brachyctenonotus Wagner, 1928
    - Calceopsylla Liu, Wu et Wang, 1965
    - Chinghaipsylla Liu, Tsai et Wu, 1974
    - Conothobius Ioff, 1950
    - Ctenophyllus Wagner, 1927
    - Frontopsylla Wagner & Ioff, 1926
    - Geusibia Jordan, 1932
    - Hopkinsipsylla Traub, 1963
    - Minyctenopsyllus Liu, Zhung et Wang, 1979
    - Ochotonobius Ioff, 1950
    - Odontopsyllus Baker, 1905
    - Ophthalmopsylla Wagner & Ioff, 1926
    - Paradoxopsyllus Miyajima & Koidzumi, 1909
    - Phaenopsylla Jordan, 1944

- Подсемейство Dolichopsyllinae Baker, 1905
  - Dolichopsyllus Baker, 1905